# Régional Compagnie Aérienne Européenne
Місцева європейська повітряна компанія (фр. Régional Compagnie Aérienne Européenne, Régional) — колишня дочірня авіакомпанія Air France, що з'єднує аеропорти Парижа, Ліона, Клермон-Феррана і Бордо з 49 іншими європейськими аеропортами. Штаб-квартира компанії розташована в Бугіне в аеропорту Нантс Атлантік. Так як авіакомпанія належить Air France, на літаках Régional пишеться назва і логотип Air France.
Авіакомпанія разом з Brit Air та Airlinair повністю об'єдналася в HOP! з 2017 року після року переговорного процесу

## Історія
30 березня 2001 відбулося злиття Flandre Air, Proteus Airlines, і Regional Airlines в Régional.
У 2006 стала першою з європейських авіаліній, в експлуатації якої з'явився літак Embraer 190.
З 31 березня 2013 авіакомпанія працює під брендом HOP!.

## Літаки компанії
Літаки Régional (березень 2011):
| Літак       | В експлуатації | Очікується поставити | Пасажирських місць |
| ----------- | -------------- | -------------------- | ------------------ |
| Embraer 135 | 6              | 0                    | 37                 |
| Embraer 145 | 27             | 0                    | 50                 |
| Embraer 170 | 10             | 0                    | 76                 |
| Embraer 190 | 10             | 4                    | 100                |
| Всього      | 53             | 4                    |                    |

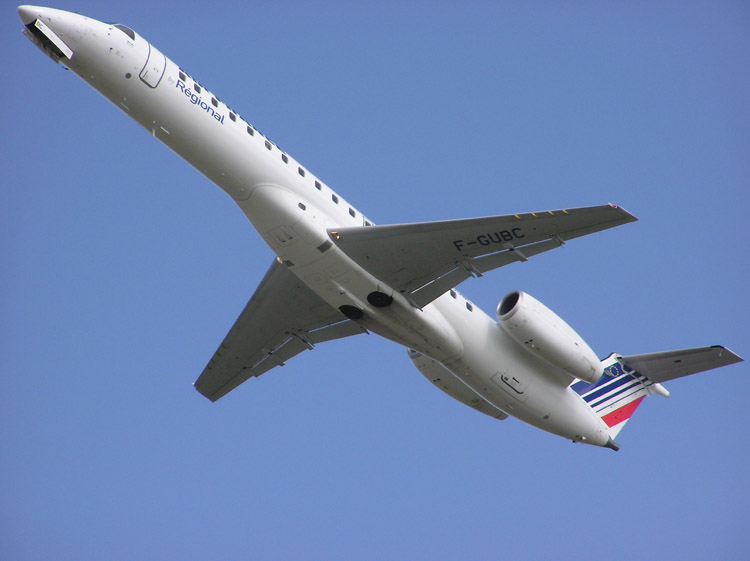
Embraer ERJ 145, належить Regional

Середній час експлуатації літака 7.5 років (на червень 2011).